# Ligia simoni
Ligia simoni är en kräftdjursart som först beskrevs av Dollfus1893.  Ligia simoni ingår i släktet Ligia och familjen gisselgråsuggor. Inga underarter finns listade i Catalogue of Life.